# Сакалис, Маргарита Георгиевна
Маргарита Георгиевна Сакалис (17 сентября 1921, Иркутск — 30 сентября 1993, Москва) — советская и российская актриса театра и кино. Наиболее известная одной из главных ролей графини Стасси в фильме Сильва (1944).

## Биография
Родилась 17 сентября 1921 года в Иркутске, в семье отца — инженера-строителя, который трудился начальником Мостовосстановительного управления под номером шесть, а позже являлся начальником ОО НКВД второго гвардейского стрелкового корпуса во времена Великой Отечественной войны и матери — домохозяйки. В семье родителей также был их сын — Феликс (1924—1976), в будущем театральный деятель.
Училась в средней школе № 397 города Москвы, а после окончания поступила в музыкальное училище при Московской государственной консерватории так как с детства у Маргариты наблюдались хорошие данные к пению. Проучившись там один год, девушка поступила на актёрский факультет ГИТИСа в 1941 году. Получив диплом драматического театра в 1946 году, полгода проработала в Центральном театре транспорта, а затем три сезона в Московском гастрольном театре. В 1951 году окончательно закрепилась в Московском областном драматическом театре имени А. Н. Островского, прослужив в нём двадцать пять лет. Много снималась в театральных сценах, но лишь один раз снялась в фильме под названием Сильва, где Маргарита сыграла одну из главных ролей — графиню Стасси, получив немалую популярность.
Ушла из жизни 30 сентября 1993 года в Москве. Похоронена рядом с родственниками на Николо-Архангельском кладбище.

## Творчество
- 1944 — Сильва — графиня Стасси, племянница князя Воляпюк — главная роль.